# Kassandra (Christa Wolf)
Kassandra ist eine Erzählung der ostdeutschen Schriftstellerin Christa Wolf. Die 1983 gleichzeitig in der DDR und der Bundesrepublik erschienene Erzählung kommentiert Ereignisse des Trojanischen Krieges aus der Perspektive der trojanischen Königstochter und Seherin Kassandra.
Nach Aussage der Autorin entstand die Idee zu Kassandra eher zufällig. Christa Wolf war eine von den wenigen Autorinnen und Autoren der DDR, die die Möglichkeit hatten, ins westliche Ausland – hier: nach Griechenland – zu reisen. Doch verpasste Wolf ihren Flug nach Athen und musste in Berlin übernachten. In Ermangelung anderer Literatur begann sie, die Orestie von Aischylos zu lesen. Fasziniert von der Person der Kassandra begann sie Forschungen über sie und das alte Griechenland anzustellen.
Die Entstehung der Figur Kassandra und der Erzählung beschrieb Wolf in vier Vorlesungen 1982 im Rahmen der Frankfurter Poetik-Vorlesungen. In der Bundesrepublik erschienen diese zeitgleich mit der Erzählung in einem eigenen Band. Die im Aufbau-Verlag erschienene DDR-Ausgabe enthielt Vorlesungen und Erzählung in einem Band. Die Vorlesungen waren darin zensiert. Es gab an einigen Stellen Auslassungen, die auf Intervention Wolfs durch Auslassungspunkte […] kenntlich gemacht wurden.

## Inhalt
Kassandra, die Tochter des Königs Priamos von Troia und seiner Frau Hekabe, wird vom Gott Apoll umworben und mit der Sehergabe beschenkt. Da sie sich seiner Liebe verweigert, wird sie von ihm bestraft, indem er ihr den Fluch auferlegt, dass niemand ihren Prophezeiungen glauben werde. Zu ihrem Vater hat sie eine liebevolle Beziehung: So lässt er sie immer, im Gegensatz zu ihren Geschwistern, im Zimmer bleiben, wenn er mit seiner Frau Hekabe eine politische Besprechung führt. Priamos herrscht zusammen mit seiner Frau, wobei er ihr die Macht größtenteils überlässt. Hekabe erscheint als strenge Mutter. Im Rahmen einer entwürdigenden Entjungferungszeremonie begegnet Kassandra zum ersten Mal Aineias, der sie zu sich nimmt, sie aber nicht entjungfert. Sie verliebt sich dabei in ihn. Sie wird später von Panthoos – „Panthoos der Grieche“ genannt –, dem ersten Apollonpriester, nachdem er sie zur Priesterin geweiht hat, entjungfert. Doch immer, wenn Panthoos zu ihr kommt, um mit ihr zu schlafen, stellt sie sich vor, er sei Aineias.
Anchises, der Vater des Aineias, lehrt Kassandra die Geschichte Troias, insbesondere über das erste von drei Schiffen, und verrät ihr, dass Lampos, zum Orakel von Delphi geschickt, den Griechen Panthoos mit zurückbrachte, der daraufhin als Beutestück deklariert wurde. Bald darauf wird das zweite Schiff ausgesandt, mit dabei Anchises und Kalchas der Seher, um die vom Spartaner Telamon entführte Hesione, Priamos’ Schwester, nach Troia zurückzuholen. Das Unternehmen scheitert, denn inzwischen ist Hesione die Frau von Telamon und damit Königin von Sparta. Der Seher Kalchas kehrt nicht zurück, wobei anfangs ungewiss ist, ob er von den Griechen gefangen genommen wurde oder ob er aus freien Stücken zu den Griechen übergelaufen ist, was sich später bewahrheitet.
Kurz darauf taucht Paris auf, der sich als Bruder der Kassandra herausstellt. Kassandra erfährt von Arisbe, der Mutter ihres Halbbruders Aisakos, dass Paris als Neugeborener von Priamos einem Hirten gegeben wurde, um ihn umzubringen, da Hekabe vor seiner Geburt träumte, sie werde ein Holzscheit, aus dem unzählige brennende Schlangen hervorkriechen, gebären, und Kalchas der Seher ihr daraus prophezeite, Paris werde Troia in Flammen setzen. Der Hirte brachte es jedoch nicht übers Herz, Paris umzubringen, sondern setzte ihn stattdessen aus, worauf dieser bei Hirten aufwuchs. Aphrodite versprach Paris die schönste menschliche Frau, Helena, die Frau des Königs Menelaos von Sparta. Paris wird anfangs von seinen Brüdern verspottet, da sein Name so viel wie „Tasche“ bzw. „Beutel“ bedeutet. Von Kassandra aber wird er geliebt, wie sie nur früher einmal Aisakos geliebt hat. Aisakos hat sich das Leben genommen, da seine geliebte Frau Asterope am Kindbettfieber starb; Kalchas jedoch sagte, dass er von Artemis in einen schwarzen Tauchvogel mit rotem Hals verwandelt wurde.
Bald darauf kommt Menelaos nach Troia, und während des Mahls am letzten Abend kommt es zwischen Paris (der Eumelos, den Chef der trojanischen Palastwache und einer Art trojanischer „Stasi“-Behörde, bewundert) und Menelaos zu einer Auseinandersetzung, in der es um Helena geht. Noch im Speisesaal bekommt Kassandra einen Anfall und wird daraufhin von ihren Geschwistern für wahnsinnig erklärt; doch Kassandra schützt sich mit ihrem zeitweiligen Wahnsinn vor dem Schmerz, da sie den Untergang Troias voraussieht. Menelaos verlässt Troia, und das dritte Schiff fährt aus, an dessen Spitze Paris. Kassandra wird durch die Hilfe Arisbes wieder gesund. Das dritte Schiff kehrt zurück, jedoch ohne Paris, denn der macht mit Helena, die er entführt hat, da man ihm Hesione verweigerte, einen Umweg über Ägypten. Nach Monaten kommt er mit einer verschleierten Person, die er als Helena ausgibt, zurück. Kassandra weigert sich einzusehen, dass diese Person nicht Helena ist. Nachdem sie von ihrer Familie jedoch aufgeklärt wurde, sagt sie „dem Volk“ nichts davon, weil Priamos es ihr verboten hat und sie sich ihm immer noch zugehörig fühlt.
Im Frühjahr beginnt der Krieg. Gleich am ersten Tag wird Kassandras Bruder Troilos von Achill brutal getötet, ohne sich an Kampfregeln zu halten; seitdem nennt Kassandra ihn stets „Achill das Vieh“. Briseis, die Geliebte des Troilos, verliert beinahe den Verstand und wird auf ihren Wunsch hin zu ihrem Vater Kalchas, also zu den Griechen, gebracht. Dort wird sie von den Griechen herumgereicht. Aineias hilft Kassandra über den Tod ihres Bruders hinweg und zwischen den beiden entwickelt sich eine zärtliche und leidenschaftliche Liebe. In der Beziehung findet Kassandra die lang vermisste Erfüllung ihrer Wünsche und Sehnsüchte. Er kann aber nicht bei ihr bleiben und geht am nächsten Morgen fort. Kassandra bespricht jetzt häufig ihren Kummer bei Anchises, bei dem sich einige Troerinnen und Sklavinnen der Griechen treffen. Hekabe darf an den Sitzungen des Rats nicht mehr teilnehmen. Polyxena, eine Schwester Kassandras, verliebt sich in Andron, den Offizier des Eumelos, beginnt ein Verhältnis und wird schwanger von ihm, verliert jedoch das Kind. Kassandra hört auf, zu Anchises zu gehen, und zieht sich in den Tempel zurück. Inzwischen zerbröckelt Priamos immer mehr, je mehr er das Königsein betont. Kassandra trifft auf Agamemnon, welcher ihr Schmuck schenkt, weil sie seiner Tochter Iphigenie gleiche. (Agamemnon hat in Aulis Iphigenie geopfert, weil ihm Kalchas prophezeit hatte, nur so werde Wind aufkommen, damit die Seefahrer nach Troia segeln können.) Kassandra geht wieder zu Anchises, um mit ihm über Eumelos zu sprechen, der immer mehr Priamos auf eine falsche Art beeinflusst und beherrscht. Hektor besteht im Zweikampf gegen den großen Aias, worauf Achill Hektor zum Zweikampf auffordert, ihn umbringt und für die Rückgabe des Leichnams entweder Polyxena oder so viel Gold fordert, wie Hektors Leiche wiegt. Briseis kommt zurück und versteckt sich in den Höhlen des Ida-Bergs, wo Arisbe lebt und wo auch Kassandra am liebsten lebte. Aineias kommt zurück und bringt die kriegerischen Amazonen mit, an deren Spitze Penthesilea. Es entwickelt sich eine Freundschaft zwischen Kassandra und der Amazone Myrine. Die Amazonen wollen auf der Seite Troias kämpfen. Achill tötet Penthesilea und schändet ihren Leichnam. Im Kampf wird Myrine schwer verletzt und anschließend von den Troerinnen versteckt, da die Griechen alle Amazonen töten wollen. Der bei der Totenklage für Penthesilea erscheinende Panthoos wird von den Amazonen und Troerinnen getötet.
Kassandra erfährt vom Plan der Tötung des Achill: Polyxena soll ihn unter dem Vorwand einer Vermählung in den Tempel locken, und Paris soll ihn dort mit dem Speer in die Ferse treffen; denn der einzige schwache Punkt des Achill ist seine Ferse. Kassandra ist im Interesse Polyxenas gegen diesen Plan, woraufhin Priamos zornig wird und sie einsperren lässt. Als sie wieder freikommt, ist Achill schon getötet und hat im Sterben Odysseus den Schwur abgenommen, dass Polyxena an seinem Grab geopfert werden solle. Kassandra lebt jetzt auch in den Höhlen und versucht zusammen mit den anderen Frauen, die dort sind, und Anchises, die Zeit vor dem Untergang zu genießen. Im ersten Frühling schickt Priamos nach ihr, weil sie Eurypylos, einen neuen Verbündeten, heiraten soll, dieser stirbt jedoch am Tag nach der Hochzeitsnacht, in der er Kassandra geschwängert hat. Kassandra kehrt zu den Höhlen am Ida-Berg zurück und gebiert dort später Zwillinge.
Paris stirbt, Kassandra geht nach Troia zur Totenfeier und sieht, wie schlecht es der Stadt geht. Eines Abends hat sie auf der Stadtmauer eine Unterhaltung mit Aineias. Aineias besteht darauf, dass Kassandra mit ihm Troia verlässt, um ein neues Leben anzufangen. Kassandra will nicht mit ihm gehen, da sie davon ausgeht, dass die neuen Herren allen, die überleben, ihr Gesetz diktieren. Diese neuen Gesetze würden Aineias dazu zwingen, bald ein Held zu werden, und einen Helden könne sie nicht lieben. Sie entscheidet sich für den (vorherbestimmten) Tod. Aineias flüchtet mit einigen Troern. Der Zusammenbruch der Stadt kommt schnell, denn die Troer holen entgegen Kassandras Warnungen das hölzerne Pferd der Griechen in die Stadt. In der Nacht werden Myrine und die meisten Troer von den Griechen getötet. Polyxena wird von Odysseus auf Achills Grab geopfert. Kassandra wird von dem kleinen Aias vergewaltigt, später mit ihren Zwillingen und ihrer Dienerin Marpessa von Agamemnon gefangen genommen und nach Mykene mitgeführt. Dort werden Agamemnon und Kassandra von Klytaimnestra, seiner Frau, ermordet, da diese das Opfer ihrer Tochter Iphigenie nicht verwinden kann.

## Interpretation

### Patriarchatskritisch
Kassandra ist die Geschichte einer Außenseiterin, einer an die Oberschicht gefesselten Frau, in einem Staat, der sich zu einem ausgeprägten Patriarchat entwickelt, in einem kriegführenden Staat, in dem die Männer ihren Gegnern immer ähnlicher werden und die Frauen aus allen Entscheidungsprozessen – insbesondere den politisch relevanten – herausgedrängt werden. Kassandra erzählt die Geschichte einer Frau, die zum Objekt gemacht wird. Sozial gebunden an die herrschende Oberschicht, emotional gefesselt an ihren Vater, an die Geschichte und Gegenwart des Königshauses, erlebt Kassandra einen schwierigen, langwierigen Prozess der Loslösung. Sie entscheidet sich für ihre Autonomie und damit für den Tod, indem sie Aineias nicht folgt. Hierin zeigt die Erzählung deutlich feministische Tendenzen.

### Zeitgeschichtlich/gesellschaftskritisch
Entstanden ist das Werk Anfang der 1980er Jahre in der sich während des Höhepunkts der nuklearen Aufrüstung der Blöcke nach innen immer mehr militarisierenden DDR. So ist das Buch zugleich ein beeindruckender Bericht (und Entwurf) innergesellschaftlicher Bewusstseinsprozesse. Die in selbstverständlichem „Wir“-Gefühl zum trojanischen Hof gehörende Kassandra, die die um sich greifende „Vorkriegs“- und „Sicherheits“-Mentalität als ihr völlig fremd empfindet, muss sich in einer mühsamen Selbstaufklärung zunächst des Sachverhalts bewusst werden, dass ihr eigenes Leben als Königstochter und Priesterin in die herrschaftsbildenden Strukturen am Hof verwoben ist. Erst nach ihrer Selbstaufklärung kann sie sich aus diesen Strukturen lösen. Damit gehört die Erzählung (etwa mit Stefan Heyms Der König David Bericht) zu den in der DDR eher seltenen Zeugnissen einer konsequenten Selbstanalyse sich als machtfern empfindender Intellektueller.

### Verbindung Kassandra zu Christa Wolf
Die Erzählung lässt sich auch als Auseinandersetzung Christa Wolfs mit ihrer Rolle in der DDR lesen. Die Verbindung zeigt sich in folgenden Charakteren:
- Eumelos → Sicherheitsdienst / Staatssicherheit (Stasi),
- Priamos → Staatsapparat,
- Hekabe → Partei (SED),
- Marpessa → arbeitende Masse,
- Arisbe → Frauenbewegung.

## Figuren

Stammbaum der königlichen trojanischen Familie

- Achill: griechischer Held, wird von Kassandra „Achill das Vieh“ genannt (Grieche)
- Agamemnon: Bruder des Menelaos, Gatte Klytaimnestras, hat seine eigene Tochter Iphigenie geopfert (Grieche)
- Aias der Große: führt einen Zweikampf mit Hektor (Grieche)
- Aias der Kleine: vergewaltigt Kassandra (Grieche)
- Aineias: Sohn des Anchises, Geliebter der Kassandra, flüchtet, überlebt (Trojaner)
- Aisakos: Halbbruder der Kassandra, Sohn der Arisbe, nahm sich das Leben, als seine Frau Asterope am Kindbettfieber starb (Trojaner)
- Amazonen: Kriegerinnen, die auf der Seite Trojas kämpfen
- Anchises: Vater des Aineias, eine Art Zweitvater für Kassandra (Trojaner)
- Andromache: Frau des Hektor (Trojanerin)
- Andron: Bediensteter des Hofes, später Gefolgsmann Eumelos und Geliebter Polyxenas (Trojaner)
- Aphrodite: Verspricht Paris die schöne Helena (griechische Göttin)
- Apollon: Gott der Seher und Musen, schenkt Kassandra die Kraft des Sehens (griechischer Gott)
- Arisbe: Mutter des Aisakos, lebt am Fuße des Ida-Bergs (Trojanerin)
- Artemis: Göttin der Jagd, soll Aisakos in einen Tauchvogel verwandelt haben (griechische Göttin)
- Asterope: Frau des Aisakos, starb am Kindbettfieber (Trojanerin)
- Athene: Schutzgöttin Athens, ist auf der Seite der Griechen, weil Paris nicht sie als schönste Göttin gewählt hat (griechische Göttin)
- Briseis: Tochter des Kalchas, Geliebte des Troilos, geht nach dessen Tod zu ihrem Vater, zu den Griechen, und wird dort herumgereicht, kehrt aber später zurück und lebt von da an am Ida-Berg (Trojanerin)
- Deiphobos: Zweitältester Bruder Kassandras (Trojaner)
- Diomedes von Argos (Grieche)
- Eumelos: Oberster Offizier und Berater des Priamos, spornt zum Krieg an (Trojaner)
- Eurypylos: Will sich mit Troja verbünden unter der Bedingung, dass Kassandra ihn heirate, fällt nach Hochzeitsnacht (thessalischer Herrscher)
- Hekabe: Königin Trojas, Kassandras Mutter (Trojanerin)
- Hektor: Ältester Bruder Kassandras, wird von Achill getötet (Trojaner)
- Helena: Gattin des Menelaos, wird von Paris entführt, Grund des Krieges (Griechin)
- Helenos: Zwillingsbruder der Kassandra, Augur (Orakelsprecher) (Trojaner)
- Herophile: alte Apollon-Priesterin (Trojanerin)
- Hesione: Schwester des Priamos, wird von Telamon entführt und zur Frau genommen (Trojanerin)
- Iphigenie: Tochter Agamemnons und der Klytaimnestra, wurde von ihrem Vater der Artemis geopfert (Griechin)
- Kalchas: „der Seher“, läuft von den Troern zu den Griechen über
- Kassandra: Ich-Erzählerin, Tochter des Priamos und Hekabe, Priesterin im Tempel des Apollon, Außenseiterin, Seherin und ein Beutestück des Agamemnon (Trojanerin)
- Killa: junge Sklavin aus dem Griechenlager, gehört zur Gruppe der Frauen um Arisbe
- Klytaimnestra: Gattin des Agamemnon, bringt Agamemnon und Kassandra als Rache für die Opferung der Iphigenie um (Griechin)
- Kybele: Geheimnisvolle Göttin, die von den Frauen um Arisbe in einer Höhle am Ida-Berg verehrt wird
- Lampos: Gesandter des Königs Priamos auf dem ersten Schiff, brachte Panthoos mit zurück nach Troja
- Laokoon: Poseidon-Priester, Orakelsprecher (Trojaner)
- Lykaon: Sohn des Priamos, wird von Achill gefangen genommen und für ein kostbares Bronzegefäß an den König von Lemnos verkauft (Trojaner)
- Marpessa: Tochter der Parthena, Dienerin und Vertraute Kassandras; sie zieht die Zwillinge der Kassandra auf (Trojanerin)
- Menelaos: Gatte der Helena, König von Sparta (Grieche/Spartaner)
- Merops: uralter Traumdeuter am Hofe (Trojaner)
- Myrine: Amazone, bewacht das Geschenk der Griechen (hölzernes Pferd) und wird als erste von den heraus kommenden Soldaten getötet
- Odysseus: Griechischer Held, opfert Polyxena am Grab von Achill, weil er dies dem sterbenden Achill versprochen hatte
- Oinone: Vor Helena die Geliebte des Paris, verfügt über eine besondere Kräuterheilkunde (Trojanerin)
- Panthoos: „Panthoos der Grieche“ genannt, kam mit Lampos nach Troia, oberster Apollon-Priester in Troja
- Paris: Bruder der Kassandra, hätte auf Befehl seines Vaters nach der Geburt getötet werden sollen, da ein Fluch auf ihm liegt, wuchs stattdessen bei Hirten auf, Aphrodite verspricht ihm Helena, die er später entführt (Trojaner)
- Parthena: Amme der Kassandra, Mutter der Marpessa (Trojanerin)
- Patroklos: Cousin und Geliebter Achills (Grieche)
- Penthesilea: Anführerin der Amazonen
- Polyxena: Schwester Kassandras, lockt Achill in den Tempel, wo er von Paris getötet wird, wird später von Odysseus auf dem Grab des Achill geopfert (Trojanerin)
- Priamos: König von Troia, Vater der Kassandra
- Pythia: Priesterin im Orakel von Delphi, Seherin (Griechin)
- Telamon: Spartaner, der Hesione entführte (Grieche)
- Troilos: Bruder der Kassandra, wird am ersten Kriegstag von Achill getötet (Trojaner)
- Trojanisches Pferd: Die Griechen täuschten ihre Abreise vor, versteckten sich jedoch im riesigen hölzernen Pferd; die Troer holten es in die Stadt, da sie dachten, es sei ein Geschenk der Griechen an die Götter; und so konnten die Griechen Troja stürmen.
- Zeus: griechischer Gott, Oberhaupt der Götter

## Ausgabe
- Christa Wolf: Kassandra. Erzählung. Mit einem Kommentar von Sonja Hilzinger. Suhrkamp, Berlin 2011, ISBN 978-3-518-18921-4.

### Bearbeitungen
- Christa Wolf liest Kassandra. DAV, Berlin 2012, ISBN 978-3-86231-207-8 (aufgezeichnete Autorenlesung).
- Corinna Harfouch liest „Kassandra“ von Christa Wolf. Random House Audio Editionen, Köln 2005, ISBN 3-89830-975-4 (Hörbuch).
- Der Schweizer Komponist Michael Jarrell wählte die Erzählung als Vorlage für sein 1994 verfasstes Monodrama Cassandre.

## Rezeption
Jahrzehnte nach seinem Erscheinen ist der Roman immer noch präsent. Jens Bisky nennt Kassandra „eine Seherin, die vieles nicht sieht, der das Gewohnte zu vertraut ist, das Hergebrachte zu selbstverständlich.“ Nicht höheres Wissen, sondern die eigene Stimme sei das herausragende Merkmal der Figur. „Die Ohnmacht, den Ablauf zu ändern, den doch jeder vorhersehen könnte, wird zum Stachel, die eigene Rolle zu erkennen, das Spiel zu durchschauen.“
Auch in der jungen Generation spielt Kassandra eine Rolle. Die Lyrikerin Maren Kames (* 1983) bezeichnete Christa Wolfs Kassandra in einem Interview als eine der beiden Frauenfiguren in der Literatur, die sie ansprächen, und den Roman als einen Text, den sie „wichtig fand“. Sie begründete: „Weil Kassandra durch ihre analytischen Fähigkeiten charakterisiert wird und nicht durch ihr Verhältnis zu einem Mann.“
Bei einer zeitdiagnostischen Lektüre, etwa in der Begegnung von Rechts- und Literaturwissenschaft, erweist sich Christa Wolfs Kassandra-Projekt „als Schlüssel zu einem differenzierten Verständnis des geteilten Deutschland in der Endphase des Kalten Krieges, des Wendejahres 1989 und der nachfolgenden politischen, sozialen, rechtlichen und kulturellen Transformationen. Herausgefordert und sensibilisiert von der je anderen Disziplin, gewinnen im Blick auf Mythos und Recht, Poetik und Politik Krisenmomente Kontur, deren Brüche und Verwerfungen noch unsere Gegenwart prägen.“

### Hochschulschriften
- Alena Janke: Antiker Mythos und moderne Literatur, zum Problem von Tradition und Innovation im Werk von Christa Wolf („Kassandra“ und „Medea: Stimmen“), Hamburg 2010, DNB 1006374507 (Online-Dissertation Universität Hamburg 2010, Volltext online PDF, kostenfrei, 218 Seiten, 820 kB).
- Nikolaos-Ioannis Koskinas: „Fremd bin ich eingezogen, fremd ziehe ich wieder aus“, von Kassandra, über Medea, zu Ariadne: Manifestationen der Psyche im spätesten Werk Christa Wolfs (= Epistemata / Reihe Literaturwissenschaft, Band 629), Königshausen & Neumann, Würzburg 2008, ISBN 978-3-8260-3756-6 (Dissertation HU Berlin 2008, 246 Seiten).
- Charlotte Maas, Analyse des Romans "Kassandra" von Christa Wolf, München 2019, GRIN Verlag, ISBN 978-3-346-06689-3 (Print), ISBN 978-3-346-06688-6 (E-Book)(Bachelorarbeit, Note 1).